# 二十二烷二酸
二十二烷二酸（英語：Docosanedioic acid）是一种二羧酸，化学式HOOC(CH
2)
20COOH，常温常压下为白色固体，不溶于水。它可以被四氢呋喃硼烷还原为1,22-二十二烷二醇。在酸催化下，它可以和甲醇或乙醇反应，得到相应的甲酯或乙酯。